# Andreaea vilocensis
Andreaea vilocensis är en bladmossart som beskrevs av Brotherus 1916. Andreaea vilocensis ingår i släktet sotmossor, och familjen Andreaeaceae. Inga underarter finns listade i Catalogue of Life.